# Saint-Louis-en-l’Isle
Saint-Louis-en-l’Isle (okzitanisch: Sent Lóis d’Eila) ist eine französische Gemeinde in der Region Nouvelle-Aquitaine (vor 2016: Aquitanien) mit 311 Einwohnern (Stand: 1. Januar 2022). Sie liegt im Département Dordogne. Die Gemeinde gehört zum Kanton Vallée de l’Isle im Arrondissement Périgueux.

## Geografie
Saint-Louis-en-l’Isle liegt im Périgord Blanc (Weißes Périgord) am nördlichen Ufer der Isle. Umgeben wird Saint-Louis-en-l’Isle von den Nachbargemeinden Douzillac im Norden und Nordosten, Sourzac im Süden und Osten, Saint-Front-de-Pradoux im Westen sowie Beauronne im Nordwesten.

## Bevölkerungsentwicklung
| Jahr                       | 1962 | 1968 | 1975 | 1982 | 1990 | 1999 | 2006 | 2018 |
| Einwohner                  | 209  | 204  | 241  | 220  | 233  | 224  | 243  | 303  |
| Quellen: Cassini und INSEE |      |      |      |      |      |      |      |      |

## Sehenswürdigkeiten
- Kirche Saint-Louis aus dem 13. Jahrhundert

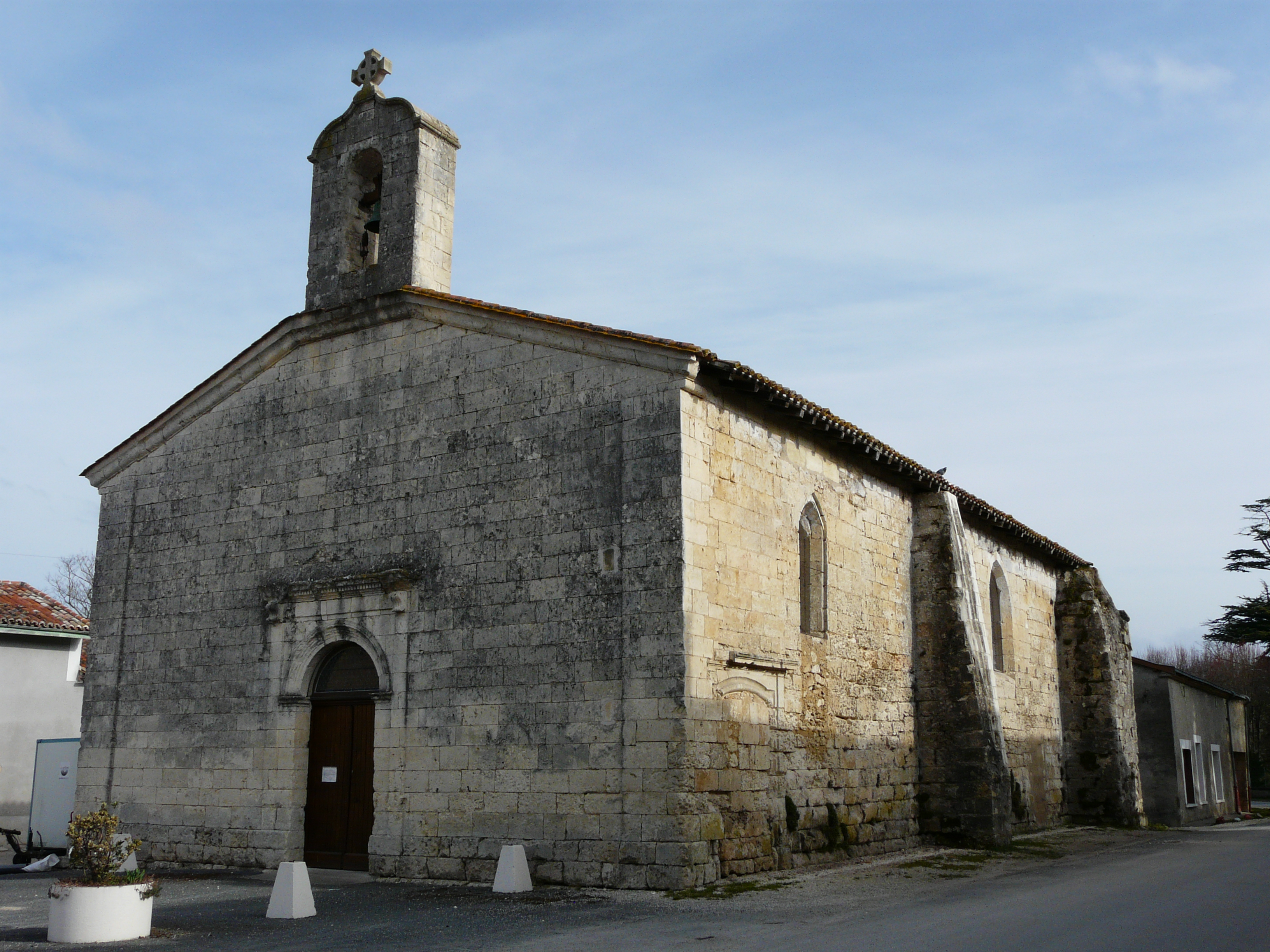
Kirche Saint-Louis